# Alpe–Adria (Radrennen)
Alpe–Adria war eine Radsportveranstaltung im früheren Jugoslawien. Es war ein Wettbewerb im Straßenradsport, der als Etappenrennen ausgetragen wurde und fand von 1967 bis 1991 statt.

## Geschichte
1967 wurde der Wettbewerb als internationales Etappenrennen über sechs Tagesabschnitte ohne Ruhetag begründet. Von der Union Cycliste International (UCI) war es in den 1980er Jahren in die Jahreswertung des Amateurweltverbandes A.I.O.C.C. in der Kategorie B eingestuft. Damit durften neben Nationalmannschaften auch einheimische Vereinsmannschaften antreten. Neben dem Gesamtsieger wurden auch eine Mannschaftswertung und eine Bergwertung ausgefahren. Ein Vorläufer des Rennens war der Adria-Cup, der Anfang der 1960er Jahre ausgetragen wurde. Das Rennen war Amateuren vorbehalten.

## Palmarès
- 1967  Franc Škerlj
- 1968  Franc Škerlj
- 1969  Cvitko Bilić
- 1970 ?
- 1971  Cvitko Bilić
- 1972  Janez Zakotnik
- 1973  Janez Zakotnik
- 1974  Janez Zakotnik
- 1975  Franco Preda
- 1976  Klaus-Peter Thaler
- 1977  Bojan Ropret
- 1978  Nazzareno Berto
- 1979  Giovanni Biason
- 1980  Frank Herzog
- 1981  Pavol Gálik
- 1982  Vlado Marn
- 1983  Primož Čerin
- 1984  Primož Čerin
- 1985  Jure Pavlič
- 1986  Jure Pavlič
- 1987 nicht veranstaltet
- 1988  Gianluca Tonetti
- 1989  Waleri Pijanik
- 1990 ?
- 1991  Sergej Smijewskoi